# Alexandre Gama (treinador de futebol)
Alexandre Torreira da Gama Lima Casado (Rio de Janeiro, 4 de janeiro de 1968), conhecido simplesmente como Alexandre Gama, é um treinador de futebol brasileiro. Atualmente, comanda o Port.

## Carreira
Como jogador, Alexandre Gama era conhecido como "GAMA", iniciou a carreira nas categorias de base do Fluminense em 1983, onde foi campeão Carioca de Juniores em 1988 e da Copa São Paulo de Juniores em 1989,  a partir dessa primeira conquista passou a fazer parte do elenco profissional e participou da conquista da Taça Rio de 1990, logo após essa conquista foi vendido ao Bragantino onde fez parte da equipe que foi campeã Paulista daquele ano e chegou a final do campeonato brasileiro em 1991, depois foi para Europa, aonde jogou até encerrar sua carreira.
Em 2002 iniciou a carreira de treinador na categoria de base do Fluminense sendo Campeão Carioca Infantil, chegando a treinar interinamente o time principal com a saída de Robertinho. Voltaria a comandar o Tricolor das Laranjeiras em 2004, assumindo a equipe no lugar de Ricardo Gomes, quando assumiu, interinamente, a equipe encontrava-se na penúltima colocação do Campeonato Brasileiro, era uma equipe cheia de craques renomados, como Romário, Edmundo, Ramon, Roger, Leonardo Moura, entre outros e logo o time começou a se acertar e foi crescendo na competição, Alexandre Gama acabou efetivado e conseguiu terminar a competição na 9ª colocação, classificando-se para a Copa Sul-Americana de 2005, um feito, levando-se em consideração a péssima campanha que a equipe fazia até ele assumi-la.
Depois de uma curta passagem pela Inter de Limeira, voltou a treinar as categorias de base do Fluminense entre 2005 e 2006, onde se sagrou campeão Mundial de Juniores em 2005 em torneio realizado nos Emirados Árabes, aonde passou a trabalhar ao assumir o Al Wahda em 2006, de volta ao Brasil em 2008, comandou 2 clubes do Rio de Janeiro: Macaé, Volta Redonda de onde saiu e voltou futebol asiático, para treinar o Gyeongnam, da Coreia do Sul, aonde também foi auxiliar técnico da seleção Sul Coreana em 2012, durante as eliminatórias para Copa do Mundo de 2014 no Brasil, em novo retorno ao Brasil em 2013, treinou Madureira (Campeonato Carioca e Série D do Brasileiro) e Duque de Caxias, nesse período, foi eleito o 3º melhor treinador do Campeonato Carioca de 2013. Saiu novamente do Brasil no início de 2014 para treinar o Al-Shahaniya, do Catar, aonde conseguiu o acesso do clube pata a Primeira Divisão após 33 anos de tentativas frustradas, após essa façanha, foi contratado pelo Buriram United aonde foi bicampeão nacional entre 2014 e 2015, conquistou ainda mais 6 títulos, ficou Buriram até 2016 e em 2017 foi para o Chiangrai United, com a missão de transformar o time em um time vencedor e conquistar o primeiro título da sua história e logo no primeiro ano conseguiu ser campeão da Copa Chang FA Cup e no ano seguinte conquistou a Kor Royal Cup, saiu do clube no final de 2018, com 4 títulos conquistados e assumiu a Seleção Tailandesa Olímpica com a missão de levar o país a Olímpiada de 2020 em Tóquio no Japão, ficou por cerca de 6 meses no comando da mesma, até receber uma proposta para assumir a equipe do Muangthong United que estava fazendo péssima campanha no campeonato Tailândes, fato raro na sua história, já que é um dos grande do futebol no país e deu a Alexandre Gama a oportunidade de mais uma vez mostrar o seu excelente trabalho e conseguir, além de salvar o time do inédito rebaixamento, terminar a competição na 5ª colocação, saiu do clube em 19/10/2020 e retornou ao Buriram United, clube aonde conquistou todos os títulos possíveis do futebol Tailandês. Alexandre Gama é o técnico mais vitorioso da história do futebol Tailândes, com 12 títulos conquistados em 14 finais disputadas. Em 2015, foi eleito o melhor treinador Tailândes entre todos os esportes praticados no país, esse prêmio é considerado o Oscar do esporte Tailândes, todo esse prestígio faz de Alexandre Gama, o maior nome do Futebol Tailândes do momento.
Títulos Conquistados:
Buriram United
- :Campeonato Tailandês (2): 2014 e 2015
- Chang FA Cup: 2015
- Toyota Cup: 2015
- Kor Royal Cup: (2) : 2015 e 2016
- Premier Cup: 2016
- Mekong Club Championship: 2015

Chiangrai United
- Chang FA Cup : (2) 2017 e 2018
- Thailand Cup: 2018
- Toyota Cup: 2017